# Защільнювач
Ущі́льнення (защільнювач) — пристрій, що усуває або зменшує витікання рідини або газу через зазори між деталями машин і апаратів, а також захищає деталі від попадання на них бруду та пилу. Спільними елементами защільнювачів різних видів є поверхні защільнення стикування деталей з'єднання та защільника, що забезпечує герметичність.
Основними факторами, що впливають на роботоздатність защільнювача є:
- фізичні властивості робочого та оточуючого середовищ;
- режими роботи защільника (температура і тиск робочого та оточуючого середовищ, швидкість відносних переміщень, зазори між поверхнями защільнювання та ін.);
- допустимі граничні параметри роботи защільнювача (ресурс, витікання, вартість тощо);
- хімічні властивості робочого середовища (агресивність, токсичність та ін.).

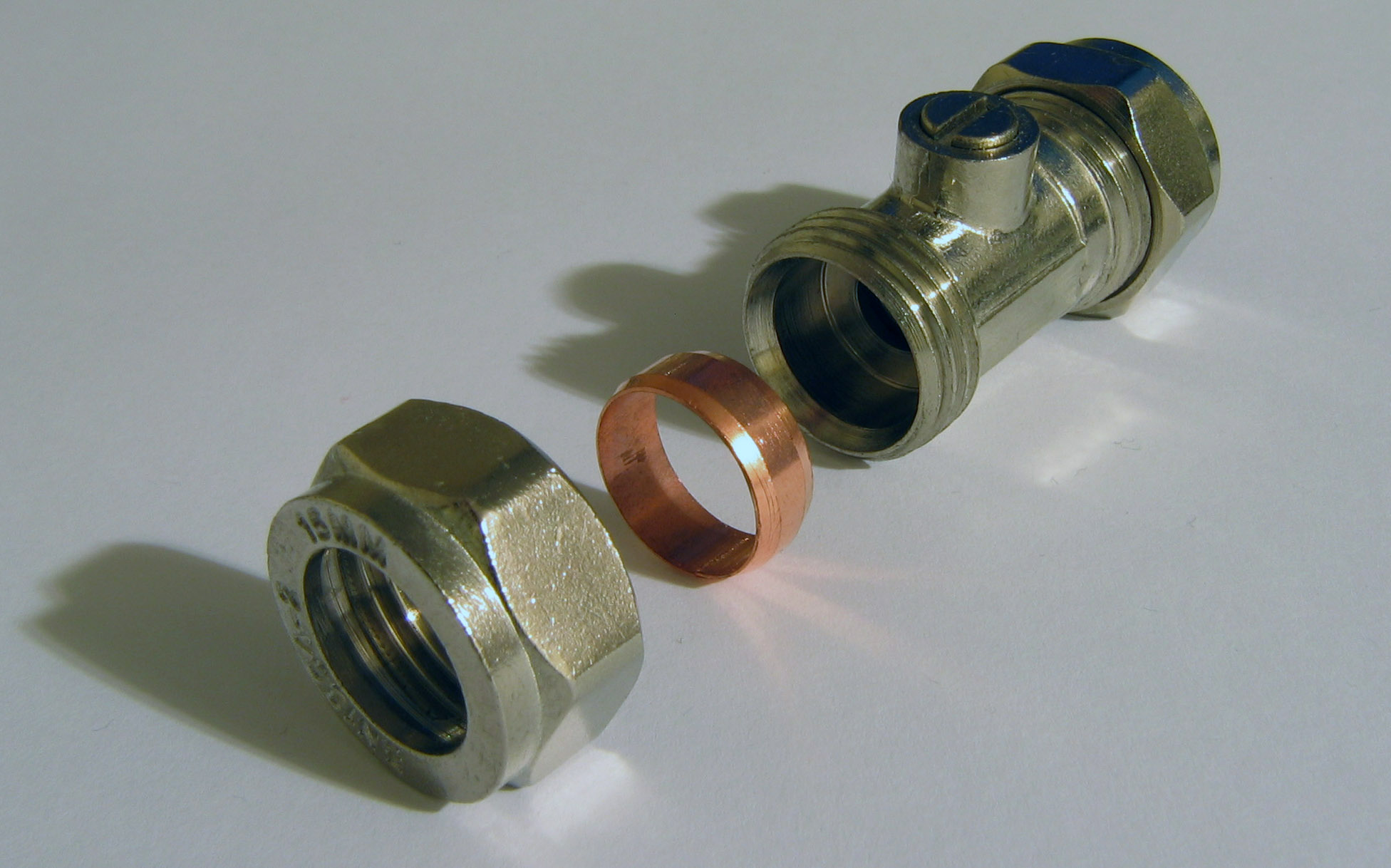
Фітингове з'єднання

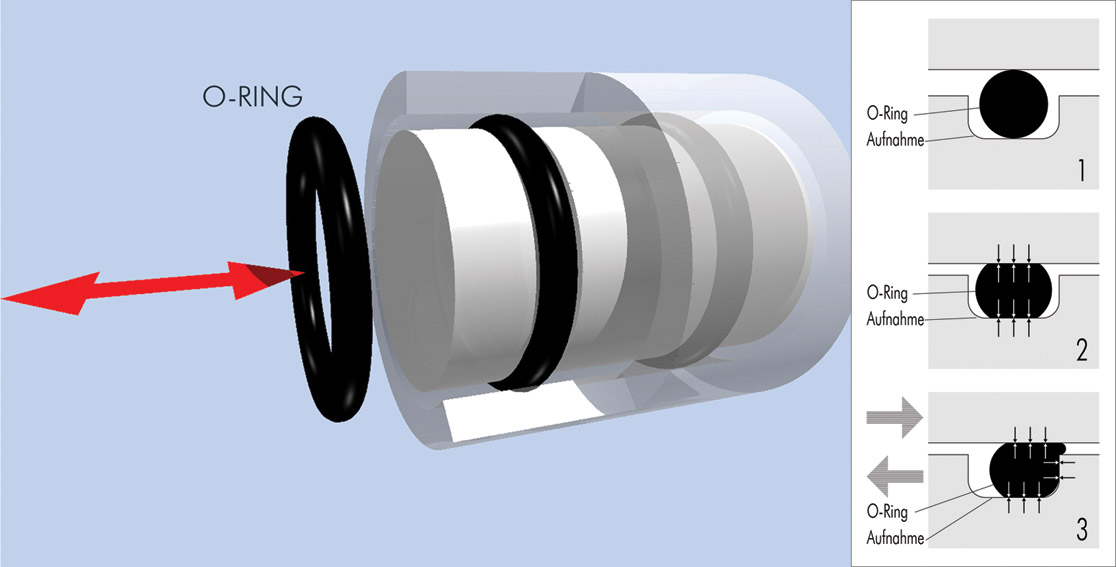
Защільнювання круглими еластичними кільцями

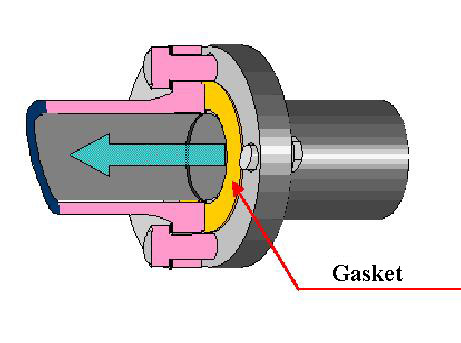
Защільнювання у фланцевому з'єднанні з використанням прокладки.

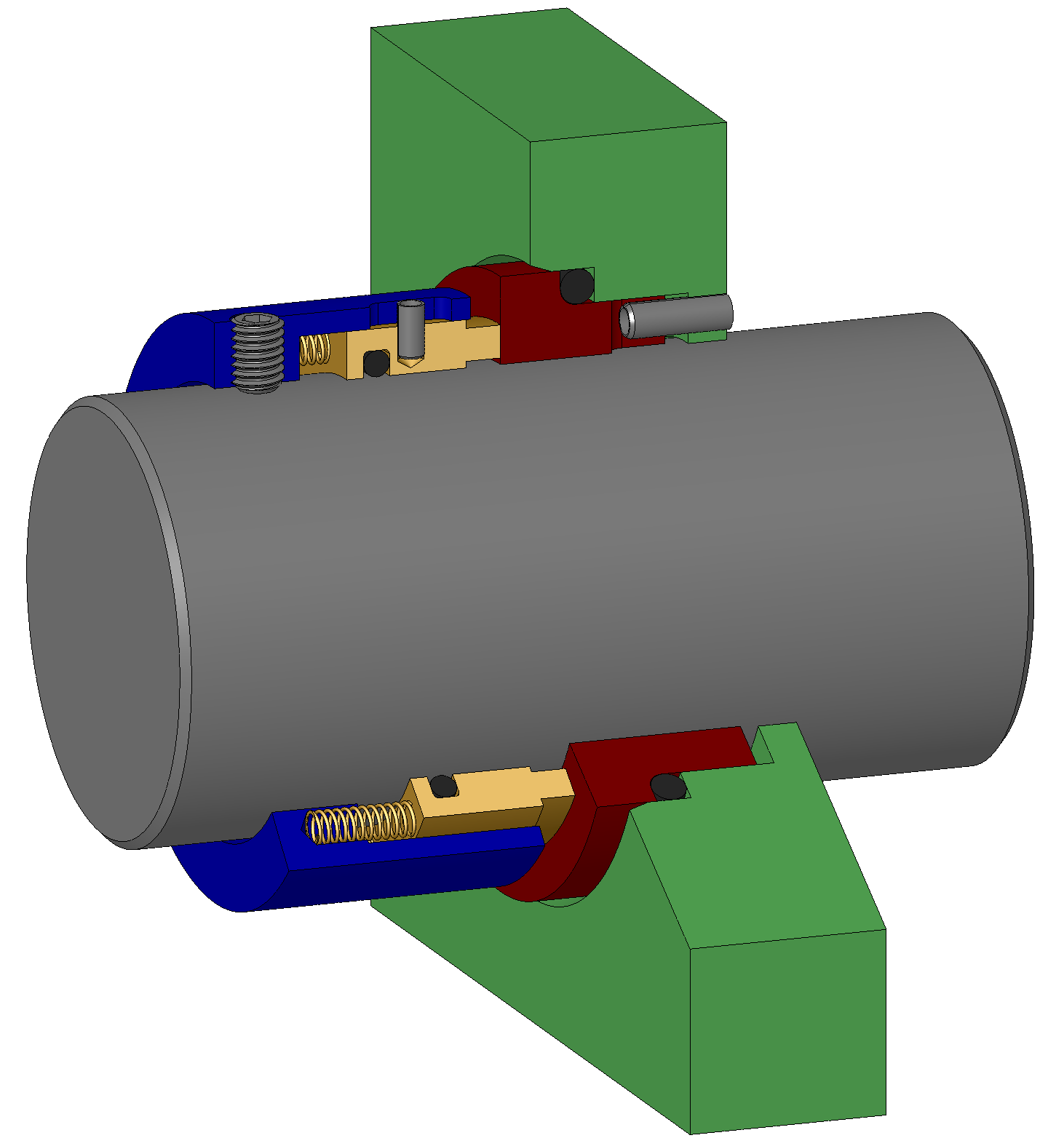
Торцевий контактний защільнювач

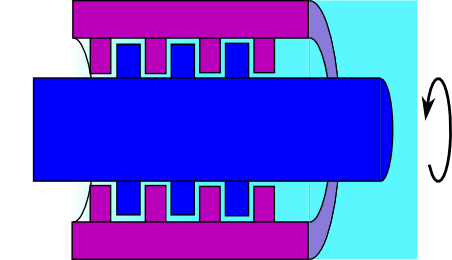
Безконтактний защільнювач лабіринтного типу

## Класифікація защільнювальних пристроїв
За характером з'єднань, що підлягають защільненню:
- для нерухомих з'єднань;
- для рухомих з'єднань:
  - із зворотно-поступальним рухом;
  - із обертальним рухом;
  - із складним рухом.

За принципом роботи защільника поділяються на три класи:
- контактні, що забезпечують герметизацію за рахунок щільного прилягання защільника до відповідних спряжених поверхонь з'єднання;
- безконтактні, що працюють за наявності щілин (зазорів) у з'єднанні;
- розділяючі, що забезпечують герметизацію з використанням пружної мембрани між середовищами.

За величиною тиску, що защільнюється можна поділити на:
- конструкції, що працюють за низького тиску (підшипникових вузлах механічних редукторів);
- конструкції, що працюють за високого тиску (гідронасоси, гідродвигуни, трубопровідна арматура);
- конструкції для герметизації вакуумного устаткування.

## Защільнювання нерухомих з'єднань
До нерухомих з'єднань, що потребують герметизації, відносять такі:
- ніпельні з'єднання, у яких з'єднання і герметизація гнучких трубопроводів забезпечується за рахунок пружної (пружнопластичної) деформації матеріалу рукава у контакті з деталями (ніпелем і муфтою) та забезпечують герметичність за тисках до 50МПа;
- дюритові з'єднання — це з'єднання трубопроводу, у якому складання та герметизація забезпечується за допомогою циліндричної прогумованої муфти (дюриту), що одягається на гладкі або з виступами (зигами) кінці труб та забезпечують герметичність за тисків до 1,25МПа.
- з'єднання фітингові — це з'єднання трубопроводу, у якому складання та герметизація забезпечується за допомогою спеціальних деталей фітингів з різьбовим монтажем та забезпечують герметичність за тисків до 1,6МПа;
- защільнювання гумовими кільцями за ГОСТ 9833-73[2], що вкладаються у проточки гнізда за ГОСТ 25065-90[3] та забезпечують герметичність за тисків до 40МПа;
- защільнювання прокладками фланцевих та штуцерно-торцевих з'єднань за рахунок пружної (пружнопластичної) деформації прокладки, що встановлюється між фланцями чи між поверхнями штуцера і ніпеля, відповідно;
- защільнювання сферичним ніпелем, у якому герметизація здійснюється у результаті взаємодії сферичної або тороїдної поверхні ніпеля та внутрішньої конічної поверхні корпусної деталі під дією осьового зусилля, що створюється накидною гайкою.

## Защільнювання рухомих з'єднань

### Контактні защільнювачі
До контактних ущільнень відносяться:
- защільнювачі манжетного типу;
- защільнювачі сальникового типу (набивки);
- защільнювання кільцями круглого перерізу з еластичного матеріалу;
- брудознімачі (штоків гідроциліндрів).
- торцеві защільнювачі, у яких герметизація здійснюється по плоскій (торцевій) поверхні а не по циліндричній, як попередніх видів контактних ущільнень.
  - торцеве механічне ущільнення

Контактні защільнювачі характеризуються найвищою надійністю герметизації, обмеженою довговічністю та наявністю тертя, що приводить до втрат енергії. Контактні защільники за високих тисків зношуються, а тому потрібна їх періодична заміна. При цьому зношуються також і поверхні деталей (штоків, валів, циліндрів), що стикаються з елементами защільника. Попри відзначені недоліки, контактні защільнювачі залишаються незамінними у випадках, коли втрати рідини не допускаються або повинні бути надзвичайно малими.

### Безконтактні защільнювачі
До безконтактних ущільнень відносяться:
- відцентрові защільнювачі (імпелерні защільнювачі, масловідбивні кільця);
- гвинтові защільнювачі;
- щілинні (у тому числі і лабіринтні) защільнювачі;
- магніторідинні.

В безконтактних защільнювачах рідина замикається за відсутності прямого контакту поверхонь защільнювання і защільника. Відцентрові і гвинтові защільнювачі можуть замикати рідину без її втрати, але за умови обертання деталей, у разі зупинки, такі защільнювачі працювати не будуть.
Щілинні защільнювачі мають практично необмежений ресурс роботи, але можуть використовуватись лише там де допускається певне перетікання робочого середовища.
Магніторідинні ущільнення забезпечують як практично необмежений ресурс, так і практично ідеальну непроникність (окрім гідравлічних систем, які працюють під високим тиском) і застосовуються у космічній галузі, галузі біотехнологій та для захисту від потрапляння пилу.

## Розділяючі защільнювачі
Такі защільнювачі виготовляються у вигляді щільної перетинки з розвинутою поверхнею і формою, що забезпечують значну деформацію. Характерними особливостями такого защільнювача є практична відсутність втрат робочого середовища, малі допустимі перепади та обмежена рухомість. Їх виготовляють у вигляді мембран з прогумованих тканин або металевих сильфонів. Для агресивних середовищ мембрани чи сильфони виготовляють з полімерних матеріалів.